# Paulinów (Silésie)
Pour les articles homonymes, voir Paulinów.
Paulinów est une localité polonaise de la gmina de Lelów, située dans le powiat de Częstochowa en voïvodie de Silésie.